# 古屋五郎
古屋 五郎（ふるや ごろう、1910年1月2日 - 1995年）は、日本の政治家、陸軍軍人。山梨県北巨摩郡菅原村長および初代白州町長（ともに現在の北杜市）。最終階級は陸軍衛生兵長。応召先の陸軍病院長が行った物資の横領や従軍看護婦の強姦行為を告発した人物として知られる。

## 経歴

### 前史
1910年（明治43年）1月2日、山梨県北巨摩郡菅原村字竹宇の旧家古屋浜吉・ふじの三男として生まれる。旧制甲府中学校(現・山梨県立甲府第一高等学校)に進学するも、兄二人が東京帝国大学在学中に病よって倒れたことから、同じ轍をふまないようにと両親の考えにより卒業後は進学を諦め、家業の農業を継ぐ傍ら1927年（昭和2年）から菅原村役場の書記として勤務をはじめる。1938年（昭和13年）には村助役になり村政推進の中核として活動していた。また、1940年（昭和15年）に大政翼賛会の山梨県支部が発足した際、支部長代行機関である常務委員会にて若年ながら委員の一人に選ばれ、古屋は県下の注目を浴びた。

### 南方第九陸軍病院事件
1940年（昭和16年）7月に補充兵として応召を受け、はじめは満州の綏陽に配属され、太平洋戦争の勃発に伴いパレンバンにある南方第九陸軍病院にて経理係として転属した。マレー作戦以来、補充兵でありながら先発隊や後発隊など十数部隊合計三千人の糧秣経理の管理を任されるようになり、第25軍で経理検査が実施された際には、25軍内全部隊で1番の成績を出して衛生兵長まで昇進する。しかし、病院長であった軍医大佐は権力をかさに物資の横領や従軍看護婦の強姦行為を行っており、看護婦から「おとうさん」と呼ばれ慕われていた古屋は見るにしのびず、一兵卒でありながら事件の告発文を東条英機首相と憲兵司令官宛に送付したことで事件が明るみに出た。
事件発覚後、逃亡を図った軍医大佐はすぐに捕獲され、軍法会議において軍医資格および恩給一切のはく奪と懲役3年が言い渡された。しかし、事件を大事にしたくない第25軍の圧力により古屋も上官脅迫罪に問われ、各地の法務官の嘆願書もむなしく禁固1年6ケ月が言い渡された。シンガポールの陸軍刑務所へ送られた古屋は半年後には仮出獄を果たし、ビルマの部隊に配属されようとしたところを呼び戻されてシンガポール防衛司令部の参謀長付として勤務した。その後、刑期は1年2ケ月に減刑されて、降級されていた階級も元の衛生兵長に戻された。1946年（昭和21年）5月に復員し郷里へ帰った。

### 終戦後
1951年（昭和26年）菅原村長に当選し、「町の財産は人作りである」との信条から教育の面に力を注ぎ、資金難とも戦いながら施設や人材問題を含めて統合中学校の必要性を説き、1954年（昭和29年）に近隣の鳳来村・駒城村も含めた三ヶ村組合立白州中学校を設置した。1955年（昭和30年）には町村合併に伴い初代白州町長として引き続き就任した。以降、町政の要として16年にわたり町長を務め敏腕を振われた。
また、1959年（昭和34年）の台風襲来による大災害では、町内が五地域に分断されて集落が孤立するなど大きい損害があったが、古屋は復旧事業にも心血を注いで取り組んだ。町長在職中には、県町村会長、全国町村会常任理事、県農業構造改善審議会長、県農協合併促進審議会長、県農林統計協会長、砂防協会長、河川協会長、日本赤十字山梨支部副支部長、国立公園協会県副支部長をはじめ各種委員など数多くの公職を通して県政に参画した。1962年（昭和37年）には県政功績者として知事表彰を受けた。
1971年（昭和46年）の町長退任後も県公安委員長や内水面漁場管理委員長として活躍し、1985年（昭和60年）勲五等瑞宝章に叙せられた。1995年（平成7年）に死去する。

## 人物
- 古屋は復員直後の1947年（昭和22年）、戦争により停滞していた甲斐駒ケ岳の登山を振興しようと村民らとともに「菅原山岳会」を設立し、私財を投じて登山道は木を切って石をどけて歩きやすく整地し、黒戸尾根や早川尾根に山小屋を整備した[6]。
- 白洲次郎とその妻正子は古屋と交流があり、古屋の菅原村長時代に自宅へ頻繁に訪れていた[7]。
- 大政翼賛会山梨県支部常務委員会で古屋と同じく委員であり、戦後は山梨中央銀行の頭取を務めた名取忠彦は、自身の息子から古屋の人柄を問われた際に、石川啄木が私淑していた尾崎行雄をうたった歌『手が白く且つ大なりき非凡なる　人といはるる男に会ひしに』を示してこのような人物であると述べていた[8][出典無効]。

## 著書
- 『南十字星の下に』新聞春秋社、1964年。
- 『南方第九陸軍病院　南十字星の下に 慟哭・痛憤の戦時記録』ほるぷ出版、1989年。ISBN 4-593-53414-3。
- 『甲斐路　ふるさとの文学散歩』山梨日日新聞社、1989年。